# رودخانه فنامبانا
رودخانه فنامبانا (به لاتین: Fanambana River) یک رود در ماداگاسکار است که در ساوا (ماداگاسکار) واقع شده‌است.